# 奧塔維奧·皮科洛米尼

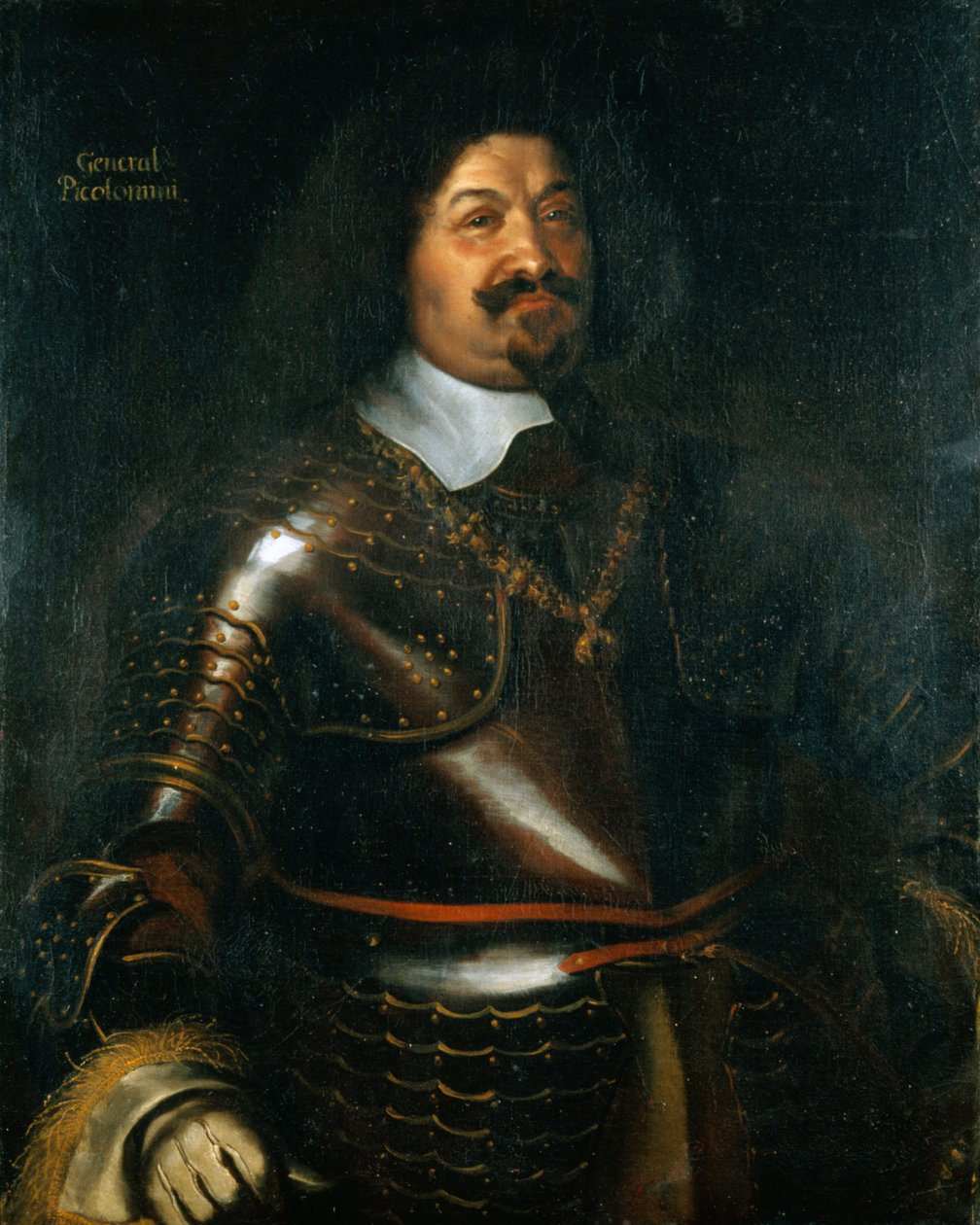
奥克塔维奥·皮科洛米尼-皮里亲王 (阿马尔菲公爵)

奧塔維奧·皮科洛米尼（Ottavio Piccolomini，1599年11月11日—1656年8月11日），第一代阿马尔菲公爵，奥地利陆军元帅和外交家。
皮科洛米尼-皮里是佛罗伦萨贵族家庭出身。1616年16岁进入哈布斯堡王朝的西班牙军队，两年后1618年在波西米亚爆发了三十年战争，他在托斯卡纳大公率领下的骑兵团在波希米亚和匈牙利作战。
本条目包含来自公有领域出版物的文本: Chisholm, Hugh (编).  (第11版). London: Cambridge University Press. 1911.